# Paul Ascher (Pädagoge)
Paul Ascher (* 10. Januar 1927 in Dresden; † 12. August 2018 in Trier) war ein deutscher Pädagoge und Hochschullehrer.

## Leben und Wirken
Ascher stammt aus Sachsen. Nach dem Schulabschluss nahm er ein Studium auf und wurde 1953 an der Universität München zum Dr. phil. promoviert. 1962 wurde er Hochschuldozent mit Lehrauftrag für Pädagogik an der Pädagogischen Hochschule Köln. 1963 wechselte er als Dozent an die Universität Trier. Schwerpunkt seiner Forschungen waren Sozial- und Religionspädagogik, worüber er mehrfach publizierte.
Er war Vorstandsmitglied des Deutschen Instituts für Bildung und Wissenschaft. Zuletzt wohnte er in Trier-Zewen.

## Schriften (Auswahl)
- Die pädagogische Funktion des Symbolisch-Kultischen. München 1953.
- (mit Günter Stachel): Weltall, Weltbild, Weltanschauung. Ein Bildungsbuch. Würzburg 1958.
- (mit Günter Stachel und unter Mitwirkung von Klemens Til): Weltall, Weltbild, Weltanschauung. Ein Bildungsbuch. 2. Aufl. Würzburg 1962.
- Akzeptabler Gesamtplan für das deutsche Bildungsweg. In: Wirtschaft und Statistik, Heft 5/1964.
- (Hrsg.): Evangelium und Geschichte in einer rationalisierten Welt. Dokumentationen der Tagung des Deutschen Instituts für Bildung und Wissen in Trier vom 30. Sept. bis 5. Okt. 1968. Tier 1969.